# あんじ
あんじ（本名：伊藤 あんじ〈いとう あんじ〉、1975年8月30日 - ）は、日本のファッションモデル、女優、タレント。東京都新宿区出身。血液型A型。よしもとクリエイティブ・エージェンシー所属。

## 略歴
名前はローリング・ストーンズの『悲しみのアンジー』から父親が命名。
「裏原宿ファッション」が流行となる1995年頃から雑誌『CUTiE』『Zipper』等でモデルとして活躍。これより少し前の1993年頃、『ヤングマガジン増刊エグザクタ』等で水着グラビアに登場した事もあった。
その後、モデル以外にテレビ・ラジオ番組、CM、音楽と活動の幅を広げる。フジテレビ『ポンキッキーズ』では同じくモデルの市川実和子と共にウサギの着ぐるみ姿で出演。1999年に手塚眞監督映画「白痴」で女優デビュー。
2001年頃からは女優としての活動が中心となり、劇団「METROVENUE」などの舞台演劇に出演。他、雑誌連載など多彩に活動を行っている。
2012年よりパールジュエリー・ブランド「AngiePearl」をプロデュース。

## 出演

### テレビ
- MISSING LINK（スペースシャワーTV、1997年10月 - 1998年3月）
- Flyer TV（フジテレビ、1997年11月 - 1998年9月）
- ポンキッキーズ（フジテレビ、1998年3月 - 1999年3月）
- HEY!HEY!HEY!（フジテレビ、1998年4月 - 9月） - タイトルバック出演
- ま!いっか（テレビ朝日、1998年10月 - 1999年）
- 「Earth Rise Collection」「inside」（スカイパーフェクTV! Music Link、1999年11月 - 12月）
- IN STYLE（フジテレビ721、2000年11月）
- ウエディング・タイランド（テレビ朝日、2001年1月）
- ロシア語会話（NHK教育テレビ、2002年4月 - 2003年3月）

### ラジオ
- 3COLORS OF DRUM 'N' BASS（TOKYO FM、1998年2月）
- ミリオンナイツ（TOKYO FM、1998年10月 - 1999年3月）

### 映画
- 白痴（1999年11月） - アキ 役
- Paradice（2001年1月） - 連れの女 役
- Black Kiss（2006年1月）- 織部マリ 役
- ハケンジコウ（2007年） - ナミ/奈美 役
- 美代子阿佐ヶ谷気分（2009年7月）

### 舞台
- METROVENUE 〜22時楽屋にて〜（ルミネtheよしもと、2001年11月 - 12月）
- 眠らない都会の夜に眠るために（2005年2月 - 3月）
- サイゴ（2005年）

### CM
- ホーユー「Beauteen」（1999年2月 - 2001年1月）
- 宝島社「CUTIE」（1999年8月 - 2000年7月）

## CD

### シングル
- 夜空には☆が輝いている（1998年7月25日）
- LOVE CHILD 〜心の薬は愛の才能〜（1999年2月5日）

### アルバム
- ハート（1999年11月20日）
- LOVE SONG（2000年1月21日）※ミニアルバム

### トリビュート・オムニバス参加
- ATOM KIDS 〜Tribute To The King "O.T."（1998年7月25日）「リボンのマーチ」
- バスト・ア・ムーブ2 〜ダンス天国MIX〜（1999年4月21日）「HELLO キティーN」
- GRAND CROSS 1999（1999年8月11日）「DEAR CHILDREN」

## タイアップ一覧
| 年     | 曲名                            | タイアップ                       |
| ------ | ------------------------------- | -------------------------------- |
| 1999年 | LOVE CHILD 〜心の薬は愛の才能〜 | ホーユー「Beauteen体験」CMソング |

## 書籍
- angie（写真集）
- Pink ribbon